# 救命艇 (宇宙戦艦ヤマト)
救命艇（きゅうめいてい）は、SFアニメ「宇宙戦艦ヤマトシリーズ」の『さらば宇宙戦艦ヤマト 愛の戦士たち』以降に登場する、人命救助用の艦載内火艇。地球防衛軍の保有する医療輸送艇である。
『宇宙戦艦ヤマト2199』から始まるリメイクアニメ作品に登場する輸送機についても、本項で解説する。

## 概要
地球艦隊の各種船舶に搭載される。現実世界の救命艇は、自船が沈没した際に脱出するためのライフボートや救命いかだのことを指し、動力を持たないものも多いが、ヤマトの世界では主に破壊された他艦の乗員を救助するために用いられる艇のことを指す（脱出専用のものは脱出カプセル、または脱出用内火艇と呼んで区別する。ただしその機能から、救命艇が退艦の際に使用されることもある）。宇宙空間のみならず、惑星上への降下、重力圏離脱も可能、さらにVTOL能力もあるので行動範囲は広い。スペースランチを積んでいないヤマトでは、他艦との連絡船代用や人員輸送など、救助任務以外でも使用されている。

## バリエーション
劇中には、5タイプ登場する。「タイプ〇」は、本記事での便宜上の区別である。
タイプ1（『さらば宇宙戦艦ヤマト 愛の戦士たち』『宇宙戦艦ヤマト2』『宇宙戦艦ヤマト 新たなる旅立ち』）
全長11.9メートル、全幅9.5メートル。後部胴体がコンテナ式で切り離し可能。コンテナ正面には閉じ込められた生存者を救出するため、大破した艦船をこじ開けるためのマジックハンドがついている。本体上部には捜索センサーをもつ。センサーは各タイプ共通の装備である。また目視での作業も考慮され、コックピットからの視界が広い。主翼を持ち、一見航空機のようにも見える。デザイン担当は宮武一貴。
タイプ2（『さらば宇宙戦艦ヤマト 愛の戦士たち』）
タイプ1のバリエーション。前部胴体と主翼の形状は同一だが、後部胴体がガラス張りの展望ルーフになっている。生存者の退艦シーンでのみ登場する。このタイプは設定画が掲載されている資料が見当たらず、デザイン担当は不明。
タイプ3（『宇宙戦艦ヤマト2』『宇宙戦艦ヤマトIII』）
『ヤマト2』第26話における、ヤマト生存者の退艦に使用されたタイプ。初登場の際には上面が水色に塗られ、天井がガラス張りになっているようにも見えるが、その後の登場の際には白一色である。『ヤマトIII』に登場するのもこのタイプである。
なお、『宇宙戦艦ヤマト 新たなる旅立ち』劇中には未登場だが、同作品のメカの対比表に描かれている救命艇は本タイプであり、名称は「救命艇（大型）」と表記され、全長は40メートルとある。デザイン担当は板橋克己。
タイプ4（『宇宙戦艦ヤマト 完結編』）
全長18メートル。スタイルが一新され、主翼を持たない。両側面に張り出しを設け、ガラス張りの展望ルーフとしている。そこはガラス部分がウイングドア式のハッチになっており、ハッチを閉じた状態で側面気密室にすることもできる。簡単な手術なら艇内で行うことも可能である。デザイン担当は板橋克己。
タイプ5（『宇宙戦艦ヤマト 復活篇』）
西暦2220年代に使用されていた新タイプ。戦闘機であるコスモパルサーのバリエーション機で、機体を構成する基本フレームは同一。機首部が切り詰められ短くなっていることと、主翼の両端にフロートのようなポッドが追加されたこと、下部垂直尾翼が無いことが相違点である。下部尾翼の代わりに人員輸送用のゴンドラ（定員20名）を装備する。機体色は白と青の2色塗り。国際赤十字のマークは描かれていないが、かわりに主翼両端のポッド部に「RESCUE」の文字が記入されている。デザイン担当は小林誠。

## コスモシーガル
リメイクアニメ作品である『宇宙戦艦ヤマト2199』『宇宙戦艦ヤマト2202 愛の戦士たち』に登場する輸送機。デザイン担当は出渕裕（原案）、玉盛順一朗、機内は山根公利。
デザインはヘリコプターをイメージしたものとなっている。モチーフはオスプレイ。旧シリーズの救命艇に近い印象を持たれることもあるが、デザインする上で特に意識はしていない。そのため、厳密に言うと救命艇とは無関係のメカだが、劇中では救命艇のように救助活動に用いられることもある。
正式名称は「空間汎用輸送機 SC97 コスモシーガル」。国連宇宙海軍が運用している多目的輸送機。全長は19.5メートル。双ブーム方式を採用したOV-10のようなフォルムを持つ。ティルトウィング式のVTOL機で、主翼を90度回転させることによって垂直離着陸が可能なほか、『2199』第21話では単独での大気圏突入能力を見せている。民生機も存在する。
機体中央の着脱式コンテナを換装することで、非常に多様な用途への運用が可能である。以下は劇中に登場するコンテナ。
兵員輸送型コンテナ
通常装備しているコンテナ。座席が左右に8つずつ、前方に2つ備わっており、さらに必要に応じて中央に6つ追加設置できる。標準装備の戦闘員（空間騎兵）なら最大24名、通常装備のヤマト科員なら約30名の人員を収容でき、場合によっては小型軍用車も搭載できる。
亜空間ソノブイ投下型コンテナ
『2199』第13話で登場したコンテナ。航海途上に改造されてできたものであり、後部にソノブイ投下装置、前方に管制室が存在する。新型の亜空間ソノブイを投下することによって対潜哨戒も行える。
このほか、劇中未登場だが救急用コンテナ・指揮通信用コンテナ・爆雷投下ポッドなども存在する。さらに、コンテナの代わりにアナライザーの外部強化ユニットも懸架できる。また、主翼先端下面にはハードポイントも備えており、必要に応じてガンポッドを懸架可能。
『2199』でのヤマトには501号機と502号機の計2機が搭載されている。501号機は出航早々の第4話でエンケラドゥスにおいて救難活動に向かった際、ガミラス戦車の攻撃により破壊される。502号機は第13話の対次元潜航艇戦における対潜哨戒や第16話の惑星ビーメラ4での調査活動など、様々な場面で活躍したが、第21話で惑星レプタポーダへの偵察に向かう途中、伊東真也と薮助治がシーガルを占拠しようとした際に暴発した薮の銃弾が制御盤に命中して制御を失い、墜落して損失となる。ただし、『2202』では再び「502」のマーキングがついたシーガルがヤマト搭載機として登場している。
『2202』では迷彩塗装の機体が登場する。第4話で軍がヤマト乗員確保のため派遣した武装兵を移送しているほか、第6話・第7話で破壊された状態のものが登場する。